# Petteri Pennanen
Petteri Pennanen est un footballeur international finlandais, né le 19 septembre 1990 à Kuopio. Il joue au poste de milieu offensif au Hyderabad FC.

## Palmarès
- TPS Turku
  - Vainqueur de la Coupe de la Ligue finlandaise en 2012
- KuPS
  - Champion de Finlande en 2019

## Statistiques
| Saison    | Club               | Pays          | Championnat        | Coupes nationales | Coupes d'Europe | Finlande |
| --------- | ------------------ | ------------- | ------------------ | ----------------- | --------------- | -------- |
| 2007      | Kuopion Palloseura | Veikkausliiga | 13 matchs          | ?                 | -               | -        |
| 2008      | Kuopion Palloseura | Veikkausliiga | 17 matchs          | ?                 | -               | -        |
| 2008-2009 | FC Twente          | Eredivisie    | -                  | -                 | -               | -        |
| 2009-2010 | FC Twente          | Eredivisie    | -                  | -                 | -               | -        |
| 2010-2011 | FC Twente          | Eredivisie    | -                  | -                 | -               | -        |
| 2011      | TPS Turku          | Veikkausliiga | 32 matchs / 1 but  | 5 matchs / 1 but  | 2 matchs (C3)   | -        |
| 2012      | TPS Turku          | Veikkausliiga | 28 matchs / 6 buts | 9 matchs / 2 buts | -               | -        |
| 2013      | TPS Turku          | Veikkausliiga | 4 matchs / 1 but   | 8 matchs / 4 buts | -               | 1 match  |

Dernière mise à jour le 10 mai 2013